# Jucie Lupeta
Joaquim Jucie Manuel Welo Lupeta (né le 24 mars 1993) est un footballeur professionnel portugais qui joue pour le club sud-coréen Bucheon FC depuis 2023 en tant qu'attaquant.

## Carrière en club
(avril 2025).
Le contenu est difficilement compréhensible vu les erreurs de traduction, qui sont peut-être dues à l'utilisation d'un logiciel de traduction automatique.
Né à Lourinhã, à Lisbonne, Lupeta a joué au football de la jeunesse pour trois clubs, dont le FC Porto entre 2006 et 2012 . En mai 2013, il rejoint le club hongrois Videoton FC. Il a rarement joué pendant son mandat d'un an, jouant 14 matchs officiels et marquant cinq buts dans la Ligakupa pour aider son équipe à atteindre la finale,,,.
À l'été 2014, Lupeta retourne dans son pays et signe un contrat de deux ans avec Vitória de Setúbal.  Il a marqué son seul but dans la Primeira Liga lors de sa troisième apparition dans la compétition, en commençant et en contribuant à une victoire à domicile de 2 contre 0. Le groupe Nacional.
Lupeta a ensuite participé à la Premier Division sud-africaine, en représentation du Bidvest Wits F.C. et de l'Ajax Cape Town FC. Le 25 février 2017, il rejoint le NK Celje de la PrvaLiga slovène.
À la fin du mois d'août 2018, Lupeta rejoint le NK Olimpija Ljubljana dans le même pays et le même championnat pour un contrat de trois ans . Le 2 septembre, il a aidé les hôtes à battre NK Rudar Velenje 5 à 0 en marquant à la 34e minute par une bicyclette.